# 伊萨尔苏
伊萨尔苏（西班牙語：Izalzu）是西班牙纳瓦拉的一个市镇。总面积7平方公里，总人口45人（2001年），人口密度6人/平方公里。